# Marathon van Hamburg 1997
De marathon van Hamburg 1997 werd gelopen op zondag 27 april 1997. Het was de twaalfde editie van deze marathon.
Bij de mannen bereikte de Keniaan Stephen Kirwa als eerste de finish in 2:10.37. De Poolse Renata Paradowska was van de vrouwen de snelste in 2:29.27.
In totaal finsihten 8707 marathonlopers, waarvan 1151 vrouwen.

## Uitslagen

### Mannen
| rang   | naam                  | land | tijd    |
| ------ | --------------------- | ---- | ------- |
| Goud   | Stephen Kirwa         | KEN  | 2:10.37 |
| Zilver | Jan Bialk             | POL  | 2:10.50 |
| Brons  | Eduard Tukhbatullin   | RUS  | 2:12.07 |
| 4      | Artur Osman           | POL  | 2:12.38 |
| 5      | Joseph Kahugu         | KEN  | 2:13.30 |
| 6      | Anatoliy Zerouk       | UKR  | 2:13.42 |
| 7      | Aleksandr Kapitonov   | RUS  | 2:13.58 |
| 8      | Stephan Freigang      | GER  | 2:15.00 |
| 9      | Noel Berkeley         | IRL  | 2:15.28 |
| 10     | Terje Naess           | NOR  | 2:15.29 |
| 11     | Steffen Dittmann      | GER  | 2:15.36 |
| 12     | Pavel Loskutov        | EST  | 2:15.37 |
| 13     | Knut Hegvold          | NOR  | 2:15.40 |
| 14     | Petr Pipa             | SVK  | 2:15.47 |
| 15     | Aleksandrs Prokopcuks | LAT  | 2:16.42 |
| 16     | Patrick Muturi        | KEN  | 2:17.10 |
| 17     | Urs Christen          | SUI  | 2:17.18 |
| 18     | Daniel Mutai          | KEN  | 2:17.25 |
| 19     | Berthold Berger       | NED  | 2:17.31 |
| 20     | Pavel Novak           | CZE  | 2:18.13 |
| 21     | Bigboy Goromonzi      | ZIM  | 2:18.25 |
| 22     | Bruno Heuberger       | SUI  | 2:18.50 |
| 23     | Peter Schneider       | SUI  | 2:19.18 |
| 24     | Marcelo Cascabelo     | ARG  | 2:19.30 |
| 25     | Miroslaw Golebiewski  | POL  | 2:19.56 |

### Vrouwen
| rang   | naam               | land | tijd    |
| ------ | ------------------ | ---- | ------- |
| Goud   | Renata Paradowska  | POL  | 2:29.27 |
| Zilver | Birgit Jerschabek  | GER  | 2:30.34 |
| Brons  | Krystyna Kuta      | POL  | 2:32.22 |
| 4      | Manuela Zipse      | GER  | 2:34.35 |
| 5      | Larisa Malikova    | RUS  | 2:36.36 |
| 6      | Yvonne Danson      | SGP  | 2:36.58 |
| 7      | Halina Karnatevicz | BLR  | 2:39.00 |
| 8      | Alla Zadorozhnaya  | BLR  | 2:40.16 |
| 9      | Maria Bak          | GER  | 2:41.03 |
| 10     | Aurica Buia        | ROU  | 2:41.28 |
| 11     | Sybille Möllensiep | GER  | 2:49.39 |
| 12     | Marina Antipenko   | RUS  | 2:51.21 |
| 13     | Françoise Maton    | BEL  | 2:52.49 |
| 15     | Petra Liebertz     | GER  | 2:57.06 |
| 22     | Anette Hansen      | DEN  | 3:06.56 |

1986 · 1987 · 1988 · 1989 · 1990 · 1991 · 1992 · 1993 · 1994 · 1995 · 1996 · 1997 · 1998 · 1999 · 2000 · 2001 · 2002 · 2003 · 2004 · 2005 · 2006 · 2007 · 2008 · 2009 · 2010 · 2011 · 2012 · 2013 · 2014 · 2015 · 2016 · 2017